# HMS Enterprise (1705)
A HMS Enterprise foi uma fragata de 24 canhões da Marinha Real Britânica. Sob a posse original da Marinha Real Francesa e com o nome de L'Entreprise.
Foi capturada pelo HMS Tryton em maio de 1705.
Após sua captura pelo Tryton, foi rebatizada de Enterprise e permaneceu em serviço no mar Mediterrâneo sob o comando do capitão J. Paul até ser assumida por W. Davenport em 19 de maio de 1707. 
Foi destruída em 12 de outubro de 1707 no Mediterrâneo.